# 春枝王
春枝王（はるえおう、延暦17年（798年） - 斉衡3年9月13日（856年10月15日））は、平安時代前期の皇族。太政大臣・高市皇子の玄孫。従五位下・仲嗣王の八男。官位は従五位上・下総守。 

## 経歴
天長年間に嵯峨上皇に仕える。承和年間初頭に越後介に任ぜられるが、非常に治国の功績があり、承和10年（843年）ちょうど諒闇（嵯峨上皇崩御に伴う服喪期間）であったが、治国の功労により特別の叙位を受け従五位下に叙爵され、能登守に任ぜられる。当時能登国は長年に亘って荒廃しており、煩わしいほど乱れていたが、春枝が赴任して3年ほどで復興して世が静まり、民衆は安心を得ることができたという。また、朝廷へ申請して同国の定額寺であった大興寺を能登国分寺とした。同寺での安居の講の際には春枝王自らが参加し、梵唄の声が昼夜休むことなく続いたという。この間の承和10年（843年）6月に天武天皇後裔の六世王に対して臣籍降下が行われた際、春枝王の子女3名に対しては高階真人の氏姓が与えられている。
文徳朝では、中務少輔・正親正を歴任し、仁寿4年（854年）には従五位上に叙せられた。斉衡2年（855年）下総守に任ぜられるも、病と称して赴任せずに隠居して療養したが、これまでの功労により、諸節禄や位禄などについて、官職に就いているのに準じて与えられたという。
斉衡3年（856年）9月13日卒去。享年59。最終官位は散位従五位上。 

## 人物
相手を敬って自分を控えめにする性格で、仏道を篤く崇拝した。

## 官歴
『六国史』による。
- 承和年間初頭：越後介
- 時期不詳：正六位上
- 承和10年（843年） 正月11日：従五位下。正月12日：能登守
- 嘉祥4年（851年） 2月13日：検集校会衆僧房司（仁明天皇御忌斎会）
- 仁寿3年（853年） 7月21日：中務少輔。10月16日：正親正
- 仁寿4年（854年） 正月7日：従五位上
- 斉衡2年（855年） 正月15日：下総守
- 斉衡3年（856年） 9月13日：卒去（散位従五位上）

## 系譜
- 父：仲嗣王[2]
- 母：不詳
- 妻：不詳
  - 男子：高階岑正[1]
  - 女子：高階是子[1]
  - 女子：高階貞子[1]